# Pušče
Pušče este o localitate din comuna Velike Lašče, Slovenia, cu o populație de 44 de locuitori.